# Sitmarkho
Sitmarkho (arabe : ستمرخو) est un gros bourg côtier du nord de la Syrie, dépendant administrativement du district de Lattaquié (dans le gouvernorat du même nom), au nord de Lattaquié. Sitmarkho est proche de Kirsana et de Mouchirafeh al-Samouk au nord, Bourj al-Qasab et Al-Qandjareh à l'ouest. Selon le recensement de 2004, Sitmarkho comprenait alors 2 341 habitants, en majorité alaouites.